# سباق الجائزة الكبرى للدراجات النارية موسم 2002
سباق الجائزة الكبرى للدراجات النارية موسم 2002 كان النسخة الـ 54 من بطولة العالم التي نظمها الاتحاد الدولي للدراجات النارية. تكون الموسم من 16 سباقا بدأ بجائزة اليابان الكبرى للدراجات النارية 2002 في 7 أبريل وانتهى بجائزة بلنسية الكبرى للدراجات النارية 2002 في 3 نوفمبر.

## النتائج
| الجولة | التاريخ   | الجائزة الكبرى                               | بطل 125 سي سي              | بطل 250 سي سي                  | بطل الموتو جي بي          | التقرير |
| ------ | --------- | -------------------------------------------- | -------------------------- | ------------------------------ | ------------------------- | ------- |
| 1      | 7 أبريل   | جائزة اليابان الكبرى للدراجات النارية        | أرنو فنسنت (أبريليا)       | أوسامو ميازاكي (ياماها موتور)  | فالنتينو روسي (هوندا)     | تقرير   |
| 2      | 21 أبريل  | جائزة جنوب أفريقيا الكبرى للدراجات النارية   | مانويل بوجيالي (غيلرا)     | ماركو ميلاندري (أبريليا)       | توهرو أوكاوا (هوندا)      | تقرير   |
| 3      | 5 مايو    | جائزة إسبانيا الكبرى للدراجات النارية        | لوسيو سيكتشينيلو (أبريليا) | فونسي نييتو (أبريليا)          | فالنتينو روسي (هوندا)     | تقرير   |
| 4      | 19 مايو   | جائزة فرنسا الكبرى للدراجات النارية          | لوسيو سيكتشينيلو (أبريليا) | فونسي نييتو (أبريليا)          | فالنتينو روسي (هوندا)     | تقرير   |
| 5      | 2 يونيو   | جائزة إيطاليا الكبرى للدراجات النارية        | مانويل بوجيالي (غيلرا)     | ماركو ميلاندري (أبريليا)       | فالنتينو روسي (هوندا)     | تقرير   |
| 6      | 16 يونيو  | جائزة كتالونيا الكبرى للدراجات النارية       | مانويل بوجيالي (غيلرا)     | ماركو ميلاندري (أبريليا)       | فالنتينو روسي (هوندا)     | تقرير   |
| 7      | 29 يونيو  | كأس هولندا السياحية                          | داني بيدروسا (هوندا)       | ماركو ميلاندري (أبريليا)       | فالنتينو روسي (هوندا)     | تقرير   |
| 8      | 14 يوليو  | جائزة بريطانيا الكبرى للدراجات النارية       | أرنو فنسنت (أبريليا)       | ماركو ميلاندري (أبريليا)       | فالنتينو روسي (هوندا)     | تقرير   |
| 9      | 21 يوليو  | جائزة ألمانيا الكبرى للدراجات النارية        | أرنو فنسنت (أبريليا)       | ماركو ميلاندري (أبريليا)       | فالنتينو روسي (هوندا)     | تقرير   |
| 10     | 25 أغسطس  | جائزة التشيك الكبرى للدراجات النارية         | لوسيو سيكتشينيلو (أبريليا) | ماركو ميلاندري (أبريليا)       | ماكس بياجي (ياماها موتور) | تقرير   |
| 11     | 8 سبتمبر  | جائزة البرتغال الكبرى للدراجات النارية       | أرنو فنسنت (أبريليا)       | فونسي نييتو (أبريليا)          | فالنتينو روسي (هوندا)     | تقرير   |
| 12     | 21 سبتمبر | جائزة ريو دي جانيرو الكبرى للدراجات النارية  | ماساو أزوما (هوندا)        | سيباستيان بورتو (ياماها موتور) | فالنتينو روسي (هوندا)     | تقرير   |
| 13     | 6 أكتوبر  | جائزة المحيط الهادىء الكبرى للدراجات النارية | داني بيدروسا (هوندا)       | توني إلياس (أبريليا)           | أليكس باروس (هوندا)       | تقرير   |
| 14     | 13 أكتوبر | جائزة ماليزيا الكبرى للدراجات النارية        | أرنو فنسنت (أبريليا)       | فونسي نييتو (أبريليا)          | ماكس بياجي (ياماها موتور) | تقرير   |
| 15     | 20 أكتوبر | جائزة أستراليا الكبرى للدراجات النارية       | مانويل بوجيالي (غيلرا)     | ماركو ميلاندري (أبريليا)       | فالنتينو روسي (هوندا)     | تقرير   |
| 16     | 3 نوفمبر  | جائزة بلنسية الكبرى للدراجات النارية         | داني بيدروسا (هوندا)       | ماركو ميلاندري (أبريليا)       | أليكس باروس (هوندا)       | تقرير   |